# 碲酸盐

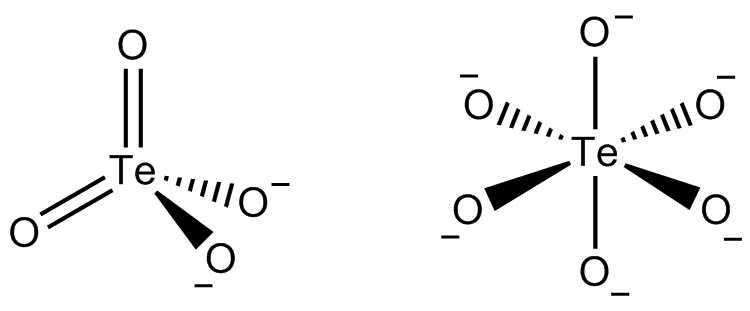
偏碲酸盐和原碲酸盐的结构

在化学中，碲酸盐是含有碲的含氧阴离子的化合物，其中碲的氧化数为+6。在无机化合物的命名中，它用作后缀时，表示中心为碲原子的多原子阴离子。

## 碲的含氧阴离子
历史上，碲酸盐这个名称只用于碲的氧化数为+6的含氧阴离子，它们衍生自碲酸（Te(OH)
6）的衍生物；而亚碲酸盐则是指碲的氧化数为+4的含氧阴离子，它们衍生自亚碲酸（(HO)
2TeO）。然而，碲酸盐和亚碲酸盐通常分别称作碲(VI)酸盐和碲(IV)酸盐，这是IUPAC建议的命名。偏碲酸根离子是TeO2−
4，而原碲酸根离子是TeO6−
6。其他含氧阴离子包括五氧合碲酸盐（TeO4−
5）、重碲酸盐（Te
2O8−
10）和含有6配位碲的聚合阴离子，比如(TeO4−
5)n。

### 偏碲酸根
偏碲酸根离子（TeO2−
4）与硫酸根离子（SO2−
4）和硒酸根离子（SeO2−
4）类似。虽然许多硫酸盐和硒酸盐都可以形成类质同晶盐，但是四面体形的偏碲酸盐离子仅存在于少数化合物中，例如四乙基铵盐（NEt
4TeO
4）。虽然有许多化合物经化学计量学分析查验，存在偏碲酸根离子，但它们实际上包含含有6配位碲(VI)的聚合阴离子，比如碲酸钠（Na
2TeO
4），它含有边贴边的八面体碲中心。
TeO2−
4 → TeO2−
3 + 1⁄2 O2      (E0 = −1.042 V)
E0或标准还原电位值很重要，因为它表示碲酸根离子的氧化强度。

### 原碲酸根
已知存在含有八面体形的TeO6−
6的化合物，包括Ag
6TeO
6、Na
6TeO
6和Hg
3TeO
6。此外，羟基氧合碲酸盐也存在，它们含有质子化的TeO6−
6，比如(NH
4)
2TeO
2(OH)
4（有时写作NH
4TeO
4 · 2H2O），其中包含八面体形的TeO
2(OH)2−
4离子。

### TeO4−5离子
Cs
2K
2TeO
5含有三角双锥体形的TeO4−
5离子。Rb
6Te
2O
9含有TeO4−
5和TeO2−
4阴离子。其他经化学计量学分析查验存在TeO4−
5的化合物可能含有二聚体Te
2O8−
10，它由两个共边的{TeO6}组成，如Li
4TeO
5和Ag
4TeO
5或共角的{TeO6}八面体，如Hg
2TeO
5。

### 聚合碲酸根离子
二聚体Te
2O8−
10由两个共边的{TeO6}八面体组成，在Li
4TeO
5中含有这个离子。类似的羟基氧合阴离子Te
2O
6(OH)
4出现于六水合重碲(VI)酸钠钾（Na
0.5K
3.5Te
2O
6(OH)
4 · 6H2O）中，它包含一对对共边的八面体。由共角{TeO6}八面体组成的聚合链式阴离子(TeO
5)4n−
n出现于诸如Li
4TeO
5的化合物中。

### 水溶液的化学性质
在水溶液中，碲酸盐离子为6配位。在中性条件下，五氢原碲酸根离子（H
5TeO−
6）最为常见；在碱性条件下，四氢原碲酸根离子（H
4TeO2−
6）的常见度超越其他离子；在酸性条件下，原碲酸（Te(OH)
6或H
6TeO
6）会形成。

### 比较硫和硒的含氧阴离子的结构
硫(VI)含氧阴离子的配位数为4，除了四面体形的硫酸根离子（SO2−
4）之外，焦硫酸根离子（S
2O2−
7）、三硫酸根（S
3O2−
10）和五硫酸根（S
5O2−
16）都含有4配位硫，由共角的{SO4}四面体组成。硒酸盐含有许多4配位硒，主要以四面体形的SeO2−
4离子和焦硒酸根离子（Se
2O2−
7）的形式出现，其中焦硒酸根离子的结构与焦硫酸根离子类似。硒不像硫一样，可以在含氧阴离子中拥有5的配位数，如SeO4−
5，甚至可以形成SeO6−
6。

## 核磁共振波谱
碲有两个核磁共振活性原子核，123Te和125Te。123Te的丰度为0.9%，核自旋（I）为1/2。125Te的丰度为7%，核自旋与123Te的相同。125Te更常用，因为它的灵敏度较高。